# Округ Оринџ (Њујорк)
Округ Оринџ (енгл. Orange County) је округ у америчкој савезној држави Њујорк. По попису из 2010. године број становника је 372.813.

## Демографија
Према попису становништва из 2010. у округу је живело 372.813 становника, што је 31.446 (9,2%) становника више него 2000. године.
| Група             | 2000.           | 2010.           |
| Белци             | 264.760 (77,6%) | 254.259 (68,2%) |
| Афроамериканци    | 27.601 (8,1%)   | 37.946 (10,2%)  |
| Азијати           | 5.157 (1,5%)    | 8.895 (2,4%)    |
| Хиспаноамериканци | 39.738 (11,6%)  | 67.185 (18,0%)  |
| Укупно            | 341.367         | 372.813         |